# استحالة (مسيحية)

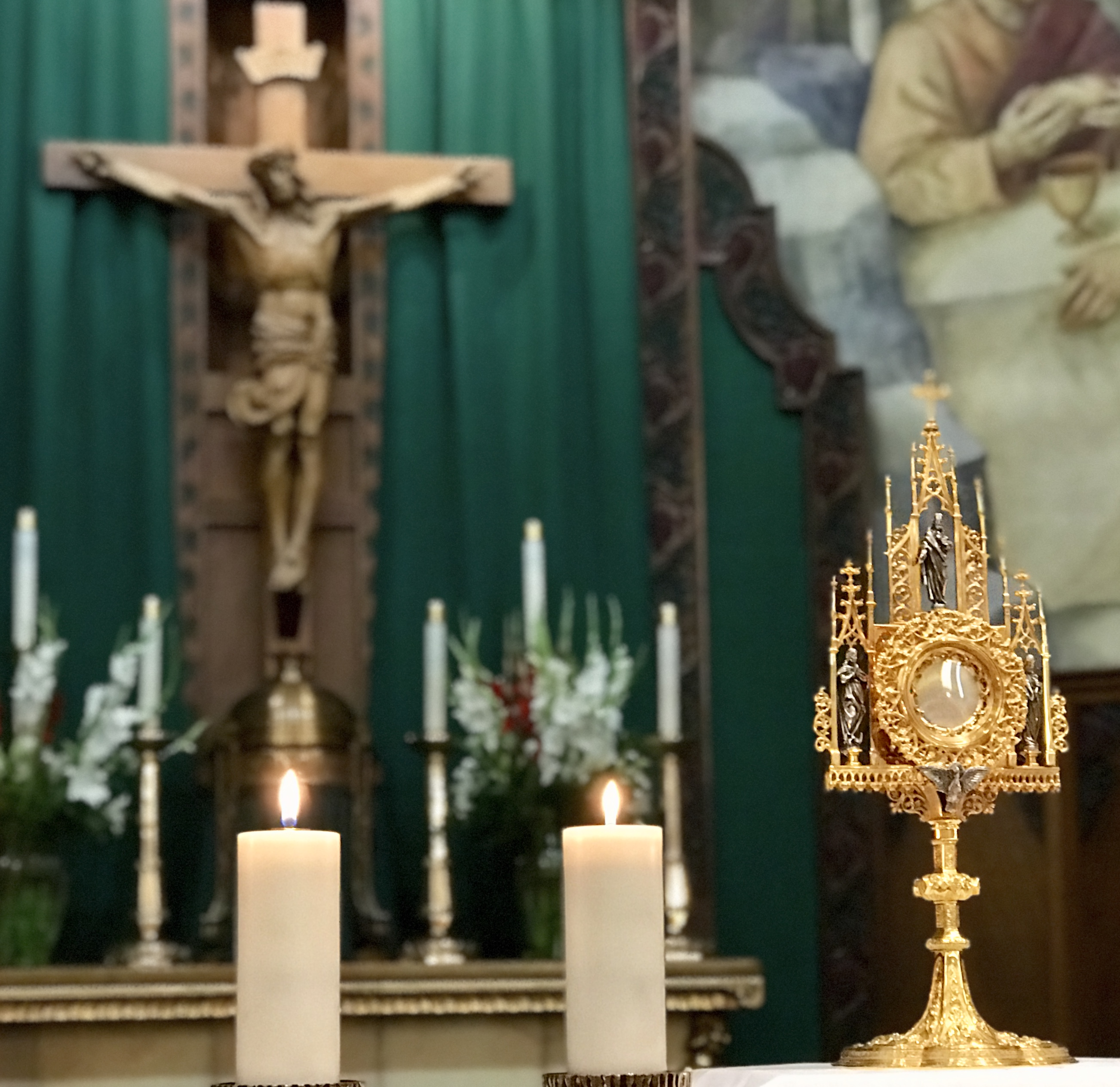
استحالة - الحضور الحقيقي ليسوع في العبادة القربانية في كتدرائية القديس توما الأكويني في رينو ، نِفادة

الاستحالة وفقًا لتعاليم الكنيسة الروميّة الكَثُلِيَّة تعني استحالة خبز القربان وخمره إلى جسد المسيح ودمه، وتعني "تغيير جوهر الخبز بالكامل إلى جوهر جسد المسيح وكل مادة النبيذ إلى جوهر دم المسيح". يحدث هذا التغيير في الصلاة الإفخارستية من خلال فعالية كلمة المسيح وبعمل الروح القدس. ومع ذلك فإن "الخصائص الخارجية للخبز والنبيذ أي" الأنواع الإفخارستية " تظل على حالها". لا ترتبط في هذا التعليم مفاهيم الجوهر والاستحالة بأي نظرية خاصة لما وراء الطبيعة. 